# Fekete-Tisza
A Fekete-Tisza (ukránul: Чорна Тиса [Csorna Tisza], latinul: Tibiscus niger, németül: Schwarze Theiß) folyó Kárpátalján, a Tisza bal oldali forrásága. Hossza 50 km, vízgyűjtő területe 567 km². Esése 19 ‰.
Forrása – mely egyben a Tisza forrása is – Kőrösmezőtől és Feketetiszától nyugatra, az Aklos-hágó közelében található. A forrás kivezető fémcsövét 1889-ben masszív kőfalba foglalták, melyen emlékművet alakítottak ki, Tisza-forrás felirattal. Ezt trianont követően cseh–ruszin kétnyelvű, 1939-ben újra magyar nyelvű táblára cserélték; ekkor az emlékmű fölé turulmadarat is emeltek. A szovjet időkben az emlékhelyet átépítették, majd elhanyagolt állapotba került. 2006-ban a szegedi székhelyű Geo-Environ Környezetvédő Egyesület tagjai állagmegóvást végeztek, rendezték a forrás környezetét, és egy magyar−ukrán kétnyelvű táblát is elhelyeztek. A 2000-es és 2010-es években többször felújították, átépítették.

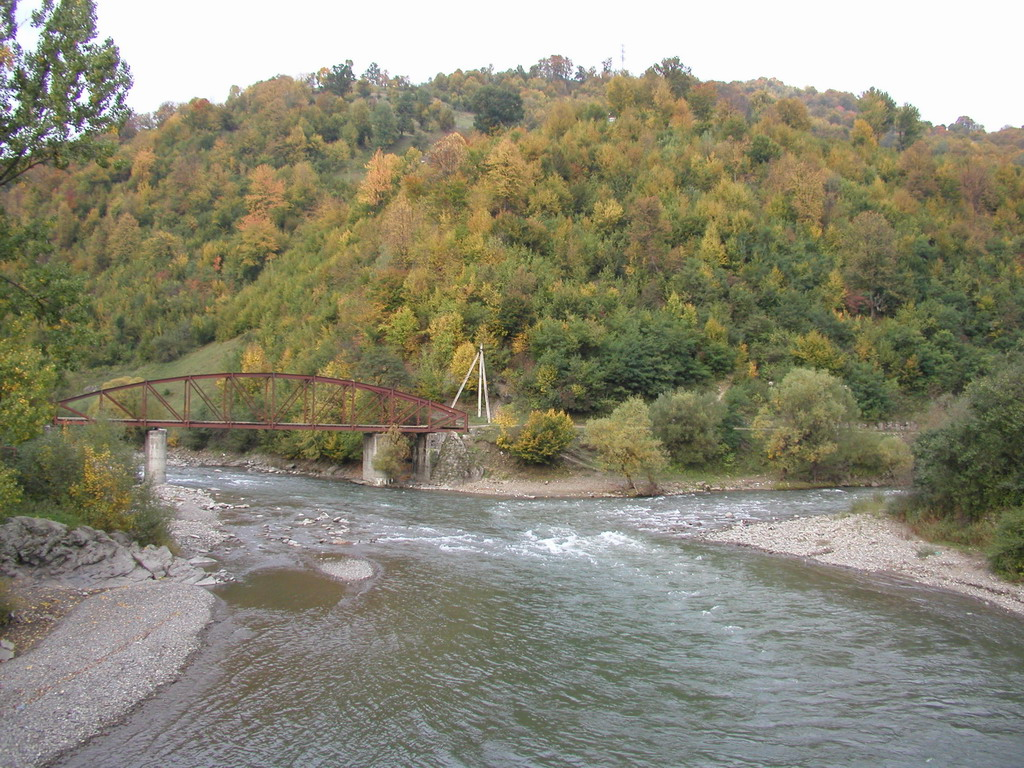
A Fekete- és a Fehér-Tisza összefolyása Rahó fölött

Rahótól kb. 1,5 km-re egyesül a Fehér-Tiszával.

## Települések a folyó mentén
- Feketetisza (Чорна Тиса)
- Kőrösmező (Ясіня)
- Kevele (Кевелів)
- Tiszaborkút (Кваси)
- Bilin (Білин)

## Mellékvizek
Jelentősebb mellékvizei (zárójelben a torkolattól mért távolság):
- Apsinec (jobb part)
- Trufanec (jobb part)
- Kevele (bal part)
- Szvidovec (jobb part)
- Bilin (jobb part)
- Gropjanec (jobb part)
- Lazescsina (bal part, 27 km)
- Dovzsana (bal part, 33 km)
- Sztaniszlav (jobb part, 35 km)

## Közlekedés
A folyó völgyében vezet az Ivano-Frankivszk–Deljatin–Rahó-vasútvonal és a H09 főút.